# Bruno Wincenty Korotyński

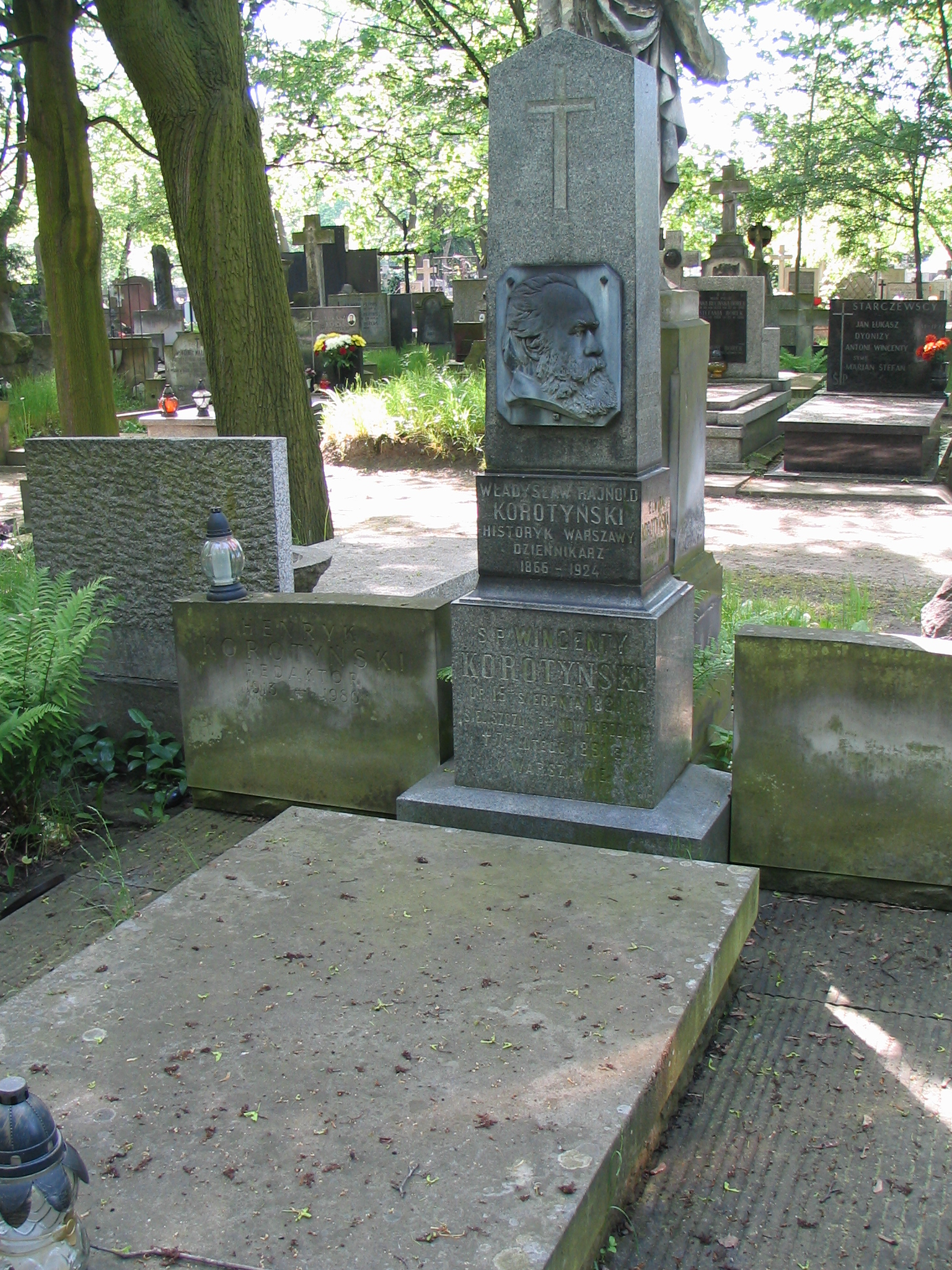
Nagrobek Władysława Korotyńskiego na cmentarzu Powązkowskim. W tym grobie spoczywają także Wincenty Korotyński, Henryk Korotyński, Bruno Wincenty Korotyński, Elwira Korotyńska i troje innych członków rodziny.

Bruno Wincenty Korotyński (ur. 20 stycznia 1873 w Warszawie, zm. 18 maja 1948 w Zabrzu) – polski dziennikarz i kolekcjoner.
Syn Wincentego, brat Ludwika Stanisława i Władysława Rajnolda.
Stały współpracownik „Słowa”, pisywał też do „Wisły”, „Światowida”, „Gazety Warszawskiej”, „Kroniki Rodzinnej” (poezje) i „Ateneum”.
Został pochowany w grobie rodzinnym na cmentarzu Stare Powązki w Warszawie (kw. 62, rząd 5, grób 14/15).